# Petit-duc scieur
Otus insularis
Espèce
Synonymes
- Gymnoscops insularis Tristram, 1880
(protonyme)

Statut de conservation UICN

 CR B1ab(ii,iii,v); C2a(ii) : 
En danger critique
Statut CITES
Le Petit-duc scieur (Otus insularis) est une espèce d'oiseaux de la famille des Strigidae.

## Répartition
Cette espèce est endémique de l'île de Mahé, aux Seychelles.